# Флаг Шалинского муниципального округа
Флаг Шалинского городского округа — официальный символ муниципального образования Шалинский городской округ Свердловской области Российской Федерации.
Флаг утверждён 15 мая 2003 года как флаг муниципального образования Шалинский район (после муниципальной реформы — Шалинский городской округ) и внесён в Государственный геральдический регистр Российской Федерации с присвоением регистрационного номера 1248.

## Описание
«Прямоугольное полотнище с соотношением сторон 2:3, составленное равными горизонтальными полосами синего и белого цветов. По центру полотнища помещены изображения фигур городского герба: первоцвет и хариусы, выполненные жёлтым, белым, зелёным, синим, красным и чёрным цветами.
Оборотная сторона аналогична лицевой».

## Обоснование символики
Синяя и белая полосы отображают уникальные природно-географические особенности территории, её природную чистоту и богатство. Две рыбы, кроме того, указывают на наиболее значимые местные реки, а первоцвет — на охраняемые памятники природы и обилие медоносных трав.